# Braunfels (Schiff, 1891)
Die 1891 fertiggestellte Braunfels der Deutschen Dampfschiffahrtsgesellschaft Hansa (DDG „Hansa“) war das erste Schiff der Reederei, das in die Register mit einer Länge von über 100 m eingetragen wurde. Im Herbst 1904 gehörte das Schiff zu denen, die in der Indischen Küstenfahrt eingesetzt wurden und mit Mirzapur den Namen einer indischen Stadt erhielt.

Über die DG Argo gelangte das Schiff dann zur Deutschen Levante-Linie und wurde 1914 als Kohlendampfer beim Marsch der deutschen Mittelmeerdivision in die Türkei eingesetzt.
1916 wurde das Schiff in Piräus von den Entente-Mächten beschlagnahmt und dann unter französischer Flagge als Moulin Blanc eingesetzt. Am 12. Juli 1920 strandete es bei der Île de Ré auf der Position 46° 15′ 0″ N, 1° 34′ 0″ W.

## Geschichte des Schiffes
Die Braunfels erhielt ihren Namen nach dem Schloss Braunfels der Grafen Solms an der Lahn. Sie war der erste Neubau der Reederei der mit über 100 m Länge und einer Vermessung von über 3000 BRT registriert wurde. Erbauer war die Werft Sunderland Shipbuilding, die zuvor der Reederei schon die drei etwas kleinere Dampfer der Trifels-Klasse 1888/89 für die Linie nach Bombay und fünf Dampfer der „Weinsorten“-Klasse für die „Asiatische Linie“ geliefert hatte.
Die im Januar 1891 vom Stapel gelaufene und am 9. März abgelieferte Braunfels (BauNr. 165) hatte, wie die Dampfer der Trifels-Klasse, einen Klipperbug, zwei Masten und einen schräggestellten langen Schornstein und für den Notfall eine Takelung als Brigantine. Sie hatte eine Länge von 110 m über alles und 102,4 m zwischen den Loten. Die Breite betrug 12,5 m und der Tiefgang 7 m. Die Braunfels war mit 3007 BRT vermessen und besaß eine Tragfähigkeit von 4500 tdw. Angetrieben von einer 3-Zylinder-Dreifach-Expansionsmaschine der Bauwerft von 1500 PSi, die auf einen Propeller wirkte, konnte das Schiff eine Geschwindigkeit von 9,5 kn erreichen. Sie war der letzte Neubau, der von der Werft in Sunderland an die DDG „Hansa“ geliefert wurde.

In den Dienst nach Bombay kamen dann 1893/1894 die drei Dampfer der Stolzenfels-Klasse, die die Werft Sir Raylton Dixon in Middlesbrough lieferte, aber nicht mehr einen Klipperbug hatten.

### Einsätze

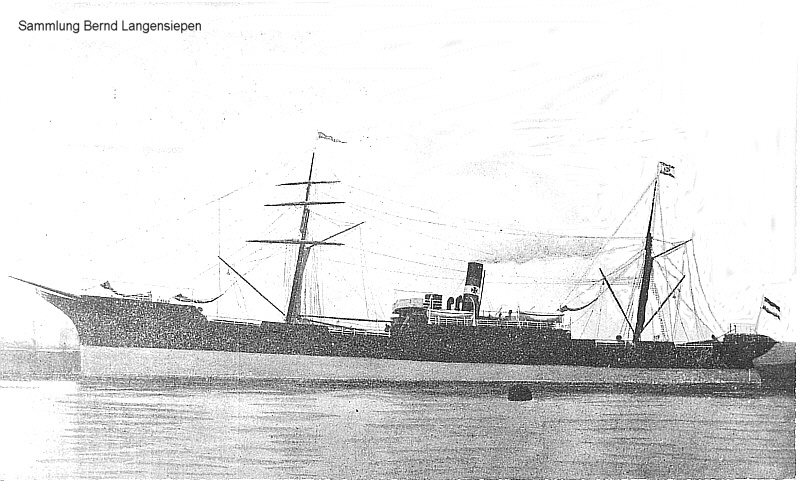
Die etwas kleinere Rheinfels

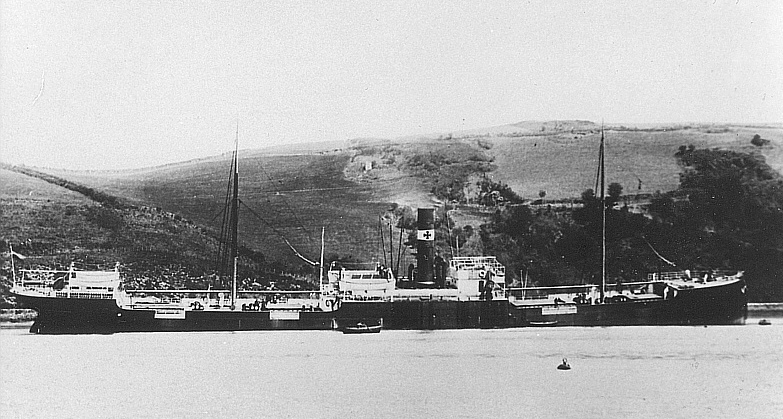
Die bei Dixon gebaute zweite Stolzenfels

Die Braunfels wurde mit den Schiffen der Trifels- und Stolzenfels-Klasse nach Bombay eingesetzt. Am 12. August 1891 ging die Trifels als zweites Seeschiff der Reederei auf der Heimreise nahe Brest verloren. Schon ab 1896 wurden mit der Neidenfels und ihren Schwestern erheblich leistungsfähigere Schiffe in diesen Dienst eingestellt. Für die sechs älteren Schiffe wurde eine neue Verwendung gesucht. Die Braunfels und die bei Dixon gebauten Rothenfels und Lindenfels bildeten einen neu gegründeten Küstendienst der Reederei in Indien und erhielten Namen von indischen Städten. Die Braunfels wurde am 28. November 1904 in Mirzapur umbenannt. Die drei anderen Schiffe wurden in Deutschland verkauft. Der indische Küstendienst wurde Mitte 1906 allerdings wieder aufgegeben.
Die drei dort eingesetzten Schiffe wurden so an die dem Norddeutschen Lloyd nahe stehende Dampfschiff Gesellschaft "Argo" verkauft, die 1904 auch schon die ähnlichen Gutenfels und Stolzenfels erworben hatte. Die Mirzapur ex Braunfels wurde am 10. Juni 1906 in Antares umbenannt.
Am 26. März 1912 kaufte die Deutsche Levante-Linie AG (DLL) in Hamburg die Antares, die in Bogados umbenannt wurde. Diese Reederei hatte schon etliche ursprünglich für die DDG „Hansa“ gebaute Schiffe auf ihren Diensten ins östliche Mittelmeer und ins Schwarze Meer eingesetzt.
siehe → Schiffe der DDG „Hansa“ im Dienst der DLL

### Kriegsschicksal
Die Bogados befand sich kurz vor Ausbruch des Ersten Weltkriegs in Piräus und wurde als Kohlenschiff für die deutschen Kriegsschiffe Goeben und Breslau der Mittelmeerdivision herangezogen, die von Sizilien in die Türkei marschieren wollten. Der zuletzt die Deutschen beschattende Leichte Kreuzer Gloucester brach befehlsgemäß bei Kap Matapan die Verfolgung ab. Um die Mittelmeerdivision möglichst unversehrt in die Türkei zu überführen, verzichtete der deutsche Befehlshaber auf Angriffe auf britische Einheiten und kohlte am 9. August 1914 bei der Insel Denoussa aus der vorbestellten Bogados. Am 10. August lief die Mittelmeerdivision gegen 17:00 Uhr in die Dardanellen ein, während die Bogados wieder nach Piräus zurückging und im neutralen griechischen Hafen aufgelegt wurde.
Am 3. September 1916 wurde die Bogados in Piräus durch die Entente beschlagnahmt. Unter französischer Flagge kam sie als Moulin Blanc wieder in Fahrt. Am 12. Juli 1920 strandete die Moulin Blanc auf einer Reise von Sfax, Tunesien, nach La Pallice mit einer Ladung Phosphat bei Les Baleines, Île de Ré und wurde zum Totalverlust erklärt.

### Die „Bombay“-Schiffe
| Name            | Bauwerft              | BRT tdw   | Stapellauf in Dienst | weiteres Schicksal |
| Trifels (1)     | Sunderland BauNr. 143 | 2766 4200 | 08.1888 27.09.1888   | 12. August 1891 auf der Heimreise mit einer Ladung Baumwolle durch Navigationsfehler nahe Brest nach Strandung verloren gegangen |
| Gutenfels (1)   | Sunderland BauNr. 146 | 2800 4200 | 02.1889 29.03.1889   | Dezember 1904 Verkauf an DG „Argo“: Europa, Dezember 1905 an NDL, Ende April 1908 auf der Rückreise aus Norfolk verschollen |
| Rheinfels (1)   | Sunderland BauNr. 155 | 2867 4200 | 06.1889 26.07.1889   | Dezember 1904 an Diederichsen: Forsteck, 1908 Weiterverkauf nach Italien: Febo, 18. Dezember 1921 vor Alexandria durch Strandung verloren |
| Braunfels (1)   | Sunderland BauNr. 165 | 3007 4500 | 01.1891 9.03.1891    | 28. November 1904 Küstendienst Mirzapur, Juni 1906 an DG „Argo“: Antares, März 1912 an DLL: Bogados, September 1916 von Frankreich beschlagnahmt: Moulin Blanc, 12. Juli 1920 durch Strandung verloren |
| Stolzenfels (2) | Dixon BauNr. 368      | 3086 4750 | 05.1893 7.07.1893    | Dezember 1904 Verkauf an DG „Argo“: Amerika, August 1905 an NDL, Oktober 1908 zurück an DG „Argo“, März 1912 an DLL: Eresos, 1914 „Osmanische Seetransport Division“, 5. September 1915 durch russische Zerstörer im Schwarzen Meer versenkt                                                                    |
| Rothenfels      | Dixon BauNr. 395      | 2993 4600 | 10.1893 12.04.1894   | 28. November 1904 Küstendienst Jamalpur, Juni 1906 an DG „Argo“: Andromeda, April 1912 an DLL: Karpathos, 1919 ausgeliefert, 1921 Miad of Tenos, Juli 1922 wieder nach Deutschland: Hohen-Neuffen, Juni 1926 an Schuchmann: Westsee II, 6. Januar 1927 mit Eisenerzladung südlich Bodø durch Strandung verloren |
| Lindenfels (1)  | Dixon BauNr. 396      | 2992 4600 | 11.1893 13.06.1894   | 28. November 1904 Küstendienst Ghazipur, August 1906 an DG „Argo“: Arcturus, Februar 1912 an DLL: Kalymnos, am 6. August 1914 durch HMS Savage im Mittelmeer aufgebracht, 1915 Polish Prince, 17. Juli 1915 nach Kollision gesunken                                                                             |